# Jean Ier de Chalon-Arlay
Pour les articles homonymes, voir Jean de Chalon et Jean Ier.
Jean Ier de Chalon, dit de Salins, puis de Chalon-Arlay, né v. 1259/60 et mort le 3 février 1315, seigneur d'Arlay (1266-1315) et maire et vicomte de Besançon (v. 1293-1315), issu de la maison de Chalon et auteur de la tige des Chalon-Arlay.

## Biographie

### Origines
Jean naît vers 1259/60. Il est le fils de Jean le Sage († 1267), ancien comte de Chalon (1227-1237), sire de Salins (à partir de 1237), et de sa troisième épouse, Laure de Commercy († 1276),, fille Simon [II/III] de Broyes-Commercy († 1247/48), seigneur de Commercy.
De ce troisième mariage, il a pour frères et sœurs Hugues († 1312), prince-évêque de la principauté de Liège (1295-1301), puis archevêque de Besançon ; Marguerite († 1328) qui épouse Hugues, fils du duc Hugues IV de Bourgogne ; et Agnès  († 1350) qui est marié avec Amédée II, comte de Genève.
Des autres unions de son pères, il a notamment pour frères consanguins Hugues († 1266), seigneur de Salins et comte palatin de Bourgogne par mariage avec Adélaïde Ire de Bourgogne, et Jean Ier de Chalon-Auxerre (1243-1309), seigneur de Rochefort, comte d'Auxerre par son deuxième mariage,.

### Seigneur d'Arlay
À la mort de son père (1266-1267), Jean hérite de son père de nombreux fiefs, notamment  ceux d'Arlay, Arguel (près de Besançon), Nozeroy, Montaigu, Sellières. Il poursuit la politique d'acquisition en Comté entamé par son père (cf. lègues à son fils).
Il accorde au bourg de Nozeroy, qui s'est développé autour du château, des lettres de franchises, le 27 décembre 1283.
De 1294 à 1301, avec son demi-frère Jean Ier de Chalon-Auxerre, il est un des principaux dirigeants de la ligue de barons comtois qui s'oppose au roi de France Philippe IV. Ce dernier vient d'acheter les droits sur le comté de Bourgogne au comte Othon IV, neveu des Chalon.
En 1305, il est en guerre contre son neveu, le comte de Montbéliard Renaud de Bourgogne (fils cadet d'Hugues de Chalon et frère puîné d'Othon IV), afin de le forcer à reconnaître sa suzeraineté sur les châteaux voisins de Dramelay, Binans et Pimorin.

### Relations avec Besançon
Jean de Chalon-Arlay est l'un des principaux acteurs des sièges de Besançon de 1289 et 1290. En effet, allié à l'empereur Rodolphe Ier de Habsbourg, il tente de mettre un terme au rapprochement entre son neveu Othon IV de Bourgogne et le roi de France Philippe IV le Bel. Si après les opérations de 1289, le comte de Bourgogne se soumet à l'empereur, la ville de Besançon ne s'est pas engagée dans cet accord et sa fidélité envers l'empire est assez floue, notamment dans un contexte de conflit entre l'archevêque et les laïcs, c'est pourquoi Rodolphe charge Jean de Chalon-Arlay de soumettre la ville rebelle qui avait soutenue Othon contre l'empereur . Les Bisontins finirent par céder au siège mené par Jean de Chalon-Arlay et négocièrent avec l'empereur, ce qui permit la naissance de la ville libre d'Empire de Besançon, en principe indépendante du comté de Bourgogne. Jean de Chalon exigea toutefois une indemnité financière pour lever le siège. Dans un premier temps réticents, car déjà criblés de dettes, les Bisontins sont contraints d'accepter de verser la somme de 8 000 livres. La charte de franchise de la ville est rédigée le 3 juin 1290 puis, deux jours plus tard, Jean de Chalon scelle d'autorité impériale le document,. À la suite de cet événement, Jean de Chalon-Arlay en ressort comme homme fort de la région, en ayant considérablement affaibli son neveu, le comte Othon IV.
Cherchant à s'implanter dans la cité épiscopale bisontine, il obtient entre 1290 et 1300, « vicomté, mairie et gardienneté » de la cité. Les archives conservent l'acte de cession du 4 mai 1293 du fief de la mairie par Humbert de Clairvaux à Jean de Chalon-Arlay, il manque cependant celui concernant la vicomté. L'arrivée des Chalon dans la cité provoque des tensions avec l'archevêque de Besançon, Eudes de Rougemont. Bien que ce dernier conteste l'acquisition, le roi des Romains, Adolphe de Nassau, confirme Jean de Chalon-Arlay dans ses titres. L'archevêque continue de contester et tente de faire excommunier le sire d'Arlay, mais le pape empêche l'excommunication.
Jean de Chalon-Arlay acquiert, à partir de 1303, plusieurs biens dans le quartier commerçant du Maisel, à proximité de la mairie. A la suite du soulèvement de la population bisontine, un traité de 1308 permet à Jean de Chalon-Arlay de devenir le gardien de Besançon pour une durée de soixante ans.

### Mort et succession
Jean meurt en 3 février 1315.
Son fils Hugues Ier de Chalon-Arlay lui succède obtennant les fiefs « d'Abbans, Arlay, Arguel (près de Besançon), Chalamont, Châtel-Belin (protégeant de Salins), Châtillon/Courtine, Chavannes, Jougne (et ses péages), La Rivière, Lons-le-Saunier, Monnier, Montaigu, Montfaucon, Montfleur, Montmahoux, Montrivel, Nozeroy, Orgelet, Saint-Laurent-la-Roche, Sellières ».

## Famille

### Descendance
Jean de Chalon épouse par contrat en 1272, puis effectivement en 1280, Marguerite de Bourgogne († 1309), fille du duc Hugues IV de Bourgogne et de sa deuxième épouse Béatrice de Champagne ; ils ont pour enfants :
- Hugues Ier (1288-1322), seigneur d'Arlay, d’Arguel, de Cuiseaux et de Vitteaux, vicomte de Besançon (1315-1322) ;
- Jean († 1335), seigneur de Vitteaux et de L'Isle, évêque de Bâle (1332-1335), puis de Langres[17] ;
- Isabelle († v. 1352/1359), ∞ (1309) Louis II de Savoie-Vaud († 1354)[18].

Il épouse en secondes noces, vers 1312, Alix de Clermont-Nesle, fille du seigneur Raoul II de Clermont-Nesle.

## Sceaux et armes

Armes des Chalon-Arlay.

Les armes de la maison de Chalon-Arlay (1258-1386) se blasonnent ainsi de gueules à la bande d'or (Chalon) brisée d'une étoile d'azur au franc quartier..